# Andrew Wyllie
Andrew David Hamilton Wyllie (* 24. Januar 1944; † 26. Mai 2022 in Cambridge) war ein britischer Pathologe an der Cambridge University und dem Addenbrooke’s Hospital.

## Leben und Wirken
Wyllie erwarb an der University of Aberdeen in Schottland 1964 einen Bachelor of Sciences (B. Sc.) und 1967 einen Bachelor of Medicine, Bachelor of Surgery (MB ChB, Abschluss des Medizinstudiums) und 1975 einen Ph.D. Er prägte Anfang der 1970er Jahre den Begriff der Apoptose, skizzierte die Charakteristika dieses programmierten Zelltods, seine Unterschiede zur Nekrose und seine Bedeutung für die Krankheiten des Menschen.
Wyllie war bis zu seinem Ruhestand 2011 Professor für Pathologie und Leiter der Abteilung für Krebs und Apoptose an dem Institut für Pathologie der Cambridge University und des Addenbrooke’s Hospital in Cambridge, England.
Wyllie wurde 1994 mit dem Bertner Award der University of Texas ausgezeichnet. 1995 wurde er Mitglied (Fellow) der Royal Society als auch Mitglied der Academia Europaea und erhielt 1998 den Hans Bloemendal Award der Universität Nijmegen und 1999 einen Gairdner Foundation International Award.